# Serie A 2025-26
La Sèrie A 2025–26 (coneguda com la Sèrie A Enilive i la Sèrie A Made in Italy per motius de patrocini a nivell nacional i internacional, respectivament) serà la 124a temporada de la màxima competició italiana de futbol, la 94ena en una torneig de tots contra tots, i la 16ena des de la seva organització sota un comitè de lliga propi, el Lega Sèrie A.
La temporada està programada per jugar-se entre el 23 d'agost de 2025 i el 24 de maig de 2026. El Nàpols és el defensor del títol, havent guanyat el seu quart títol de la Sèrie A la temporada anterior.

## Equips
Hi competiran 20 equips: els 17 millors equips de la temporada anterior i tres equips ascendits de la Serie B. Els equips ascendits inclouen els dos primers equips de la taula de la Sèrie B i el guanyador dels play-offs d'ascens.
El Sassuolo va tornar a la Sèrie A després d'un any d'absència, convertint-se en el primer equip a aconseguir l'ascens, després de la seva victòria per 1-3 sobre el Mòdena i l'empat per 2-2 del Spezia amb el Mantova. El Pisa va tornar a la màxima lliga italiana després d'una absència de 34 anys, la més llarga de la història del club, després de derrotar el Bari per 1-0, juntament amb la derrota del Spezia per 2-1 contra la Reggiana. L'últim equip a aconseguir l'ascens va ser el Cremonese, que va tornar a la màxima categoria després d'una absència de dos anys, després d'un empat per 0 a casa i una victòria per 2-3 a fora contra el Spezia al partit de tornada de la final del play-off l'1 de juny.
A l'altre extrem de la taula, el Monza va ser el primer equip a descendir a la Serie B, després d'una derrota per 0-4 contra l'Atalanta, posant fi a la seva etapa de tres anys a la Serie A. Les dues places de descens restants es van decidir l'última jornada, el 25 de maig de 2025, amb el Venezia i l'Empoli baixant després de les seves respectives derrotes per 2-3 i 1-2 contra la Juventus i l'Hellas Verona, posant fi a la seva etapa d'un i quatre anys a la lliga.

### Ascensos i descensos
| Ascendit des de la Sèrie B 2024–25 | Descendit de la Sèrie A 2024–25 |
| ---------------------------------- | ------------------------------- |
| Sassuolo                           | Empoli                          |
| Pisa                               | Venècia                         |
| US Cremonese                       | Monza                           |

### Estadis i ubicacions
| Equip          | Ubicació  | Estadi                                    | Capacitat |
| -------------- | --------- | ----------------------------------------- | --------- |
| Atalanta       | Bèrgam    | Estadi Gewiss                             | 24.950    |
| Bolonya        | Bolonya   | Estadi Renato Dall'Ara                    | 38.279    |
| Càller         | Càller    | Unipol Domus                              | 16.416    |
| Como 1907      | Como      | Estadi Giuseppe Sinigaglia                | 13.602    |
| Cremonesa      | Cremona   | Estadi Giovanni Zini                      | 20.641    |
| ACF Fiorentina | Florència | Estadi Artemio Franchi                    | 43.118    |
| Gènova         | Gènova    | Estadi Luigi Ferraris                     | 33.205    |
| Hellas Verona  | Verona    | Estadi Marcantonio Bentegodi              | 31.713    |
| Inter de Milà  | Milà      | San Siro                                  | 75.710    |
| Juventus FC    | Torí      | Estadi de la Juventus                     | 41.507    |
| Laci           | Roma      | Estadi Olímpic                            | 67.585    |
| US Lecce       | Lecce     | Estadi Via del Mare                       | 30.354    |
| AC Milan       | Milà      | San Siro                                  | 75.710    |
| Nàpols         | Nàpols    | Estadi Diego Armando Maradona             | 54.732    |
| Parma          | Parma     | Estadi Ennio Tardini                      | 22.352    |
| Pisa           | Pisa      | Arena Garibaldi – Stadio Romeo Anconetani | 12.508    |
| Roma           | Roma      | Estadi Olímpic                            | 67.585    |
| Sassuolo       | Sassuolo  | Mapei Stadium – Città del Tricolore       | 21.515    |
| Torí           | Torí      | Estadi Olímpic Grande de Torí             | 28.177    |
| Udinese Calcio | Udine     | Estadi Friül                              | 25.132    |

### Nombre d'equips per regions
| Núm. equips | Regió                 | Equip(s)                                                    |
| ----------- | --------------------- | ----------------------------------------------------------- |
| 5           | Llombardia            | Atalanta, Como 1907, US Cremonese, Inter de Milà i AC Milan |
| 3           | Emilia-Romagna        | Bolonya, Parma i Sassuolo                                   |
| 2           | Laci                  | Roma i SS Lazio                                             |
| 2           | Piemont               | Juventus FC i Torí                                          |
| 2           | Toscana               | ACF Fiorentina i Pisa                                       |
| 1           | Apulia                | US Lecce                                                    |
| 1           | Campània              | Nàpols                                                      |
| 1           | Friül - Venècia Júlia | Udinese Calcio                                              |
| 1           | Ligúria               | Gènova                                                      |
| 1           | Sardenya              | Càller                                                      |
| 1           | Vènet                 | Hellas Verona                                               |

### Personal i espònsors
| Equip           | President               | Entrenador           | Capità                 | Equipació   | Espònsor(s)                      | Espònsor(s)                                                                                 |
| Equip           | President               | Entrenador           | Capità                 | Equipació   | Principal                        | Altres0                                                                                     |
| --------------- | ----------------------- | -------------------- | ---------------------- | ----------- | -------------------------------- | ------------------------------------------------------------------------------------------- |
| Atalanta        | Antonio Percassi        | Ivan Jurić           | Marten de Roon         | New Balance | Lete                             | Llista - Davant: None - Darrera: Gewiss - Mànigues: zondacrypto                             |
| Bologna         | Joey Saputo             | Vincenzo Italiano    | Lewis Ferguson         | Macron      | Saputo                           | Llista - Davant: None - Darrera: Selenella - Mànigues: Lavoropiù                            |
| Cagliari Calcio | Tommaso Giulini         | Fabio Pisacane       | Leonardo Pavoletti     | EYE Sport   | Sardegna                         | Llista - Davant: Doppio Malto - Darrera: Banco di Sardegna - Mànigues: None                 |
| Como 1907       | Mirwan Suwarso          | Cesc Fàbregas        | Alessandro Gabrielloni | Adidas      | Uber                             | Llista - Davant: None - Darrera: Neuberger Berman - Mànigues: None                          |
| US Cremonese    | Giovanni Arvedi         | Davide Nicola        | Matteo Bianchetti      | Acerbis     | Ilta Inox (Home) / Arinox (Away) | Llista - Davant: Acciaieria Arvedi - Darrera: None - Mànigues: Arvedi Tubi Acciaio          |
| ACF Fiorentina  | Rocco B. Commisso       | Stefano Pioli        | Luca Ranieri           | Kappa       | Mediacom                         | Llista - Davant: None - Darrera: Lamioni Holding - Mànigues: Betway Scores                  |
| Genoa           | Dan Șucu                | Patrick Vieira       | Milan Badelj           | Kappa       | Pulsee Luce e Gas                | Llista - Davant: TBA - Darrera: TBA - Mànigues: TBA                                         |
| Hellas Verona   | Italo Zanzi             | Paolo Zanetti        | Darko Lazović          | Joma        | TBA                              | Llista - Davant: None - Darrera: VetroCar - Mànigues: Drivalia                              |
| Inter de Milà   | Giuseppe Marotta        | Cristian Chivu       | Lautaro Martínez       | Nike        | Betsson.sport                    | Llista - Davant: None - Darrera: U-Power - Mànigues: GATE.io                                |
| Juventus FC     | Gianluca Ferrero        | Igor Tudor           | Manuel Locatelli       | Adidas      | Jeep                             | Llista - Davant: Visit Detroit - Darrera: Cygames - Mànigues: WhiteBIT                      |
| SS Lazio        | Claudio Lotito          | Maurizio Sarri       | Mattia Zaccagni        | Mizuno      | TBA                              | Llista - Davant: TBA - Darrera: TBA - Mànigues: TBA                                         |
| US Lecce        | Saverio Sticchi Damiani | Eusebio Di Francesco | Federico Baschirotto   | M908        | DEGHI                            | Llista - Davant: BetItaly Pay - Darrera: DR Automobiles - Mànigues: Banca Popolare Pugliese |
| AC Milan        | Paolo Scaroni           | Massimiliano Allegri | Mike Maignan           | Puma        | Emirates                         | Llista - Davant: None - Darrera: Bitpanda - Mànigues: MSC Cruises                           |
| Napoli          | Aurelio De Laurentiis   | Antonio Conte        | Giovanni Di Lorenzo    | EA7         | MSC Cruises                      | Llista - Davant: None - Darrera: Acqua Sorgesana - Mànigues: None                           |
| Parma           | Kyle Krause             | Carlos Cuesta        | Enrico Delprato        | Puma        | Prometeon                        | Llista - Davant: AdmiralBet.news - Darrera: Moby - Mànigues: Crédit Agricole Italia         |
| Pisa            | Alexander Knaster       | Alberto Gilardino    | Antonio Caracciolo     | Adidas      | Cetilar                          | Llista - Davant: TBA - Darrera: TBA - Mànigues: TBA                                         |
| Roma            | Dan Friedkin            | Gian Piero Gasperini | Lorenzo Pellegrini     | Adidas      | TBA                              | Llista - Davant: None - Darrera: Auberge Collection - Mànigues: None                        |
| Sassuolo        | Carlo Rossi             | Fabio Grosso         | Domenico Berardi       | Puma        | Mapei                            | Llista - Davant: TBA - Darrera: TBA - Mànigues: TBA                                         |
| Torino          | Urbano Cairo            | Marco Baroni         | Duván Zapata           | Joma        | Suzuki                           | Llista - Davant: None - Darrera: EdiliziAcrobatica - Mànigues: JD Sports                    |
| Udinese Calcio  | Franco Soldati          | Kosta Runjaić        | Florian Thauvin        | Macron      | Io sono Friuli-Venezia Giulia    | Llista - Davant: Banca 360 FVG - Darrera: Bluenergy - Mànigues: Bet365 Scores               |